# Кавильяке
Кавильяке, Кавильяка или Кавильака (кечуа Cavillaca; Cahuillaca) — богиня-девственница в пантеоне мифологии инков.
По одной из легенд, Кавильяке зачала, съев плод лукумы, содержащий семя бога беременности и Луны Кунирайи Виракочи, о чём богиня не подозревала. В своё время она родила младенца (пол неизвестен: в разных источниках упоминается то как сын, то как дочь). Когда ребёнку исполнился год, мать, не зная, кто его отец, заявила, что дитя подбежит к родителю само. Когда же оно подбежало к Виракоче, радостно обнимая его ноги, Кавильяке испытала отвращение, поскольку Кунирайа имел обличье бедняка, одетого в лохмотья, и не обладал большим авторитетом среди богов, занимая самое скромное место среди них. После этого Кавильяке, убежав вместе с ребёнком к морю, бросилась с обрыва в пучину, и оба они (мать и дитя) превратились в скалы.
Этот миф известен из хроники «Боги и люди Варочири» перуанского священника Франсиско де Авилы.